# Jimmy Reece
Jimmy Reece (17 de novembre del 1929, Oklahoma City, Oklahoma - 28 de setembre del 1958, Trenton, Nova Jersey) fou un pilot de curses automobilístiques estatunidenc. Reece va córrer a la Champ Car a les temporades 1952-1958 incloent-hi la cursa de les 500 milles d'Indianapolis d'aquests anys menys la del 1953. Jimmy Reece va morir en un accident a la cursa de Trenton (Nova Jersey).

## Resultats a la Indy 500
| Any    | Cotxe  | Sortida | Vel. mitja | Ranking | Final  | Voltes | V. líder | Retirat     |
| ------ | ------ | ------- | ---------- | ------- | ------ | ------ | -------- | ----------- |
| 1952   | 37     | 23      | 133.993    | 29      | 7      | 200    | 0        | Va acabar   |
| 1954   | 25     | 7       | 138.312    | 18      | 17     | 194    | 0        | A 6 voltes  |
| 1955   | 5      | 15      | 139.991    | 12      | 33     | 0      | 0        | Motor       |
| 1956   | 26     | 21      | 142.885    | 14      | 9      | 200    | 0        | Va acabar   |
| 1957   | 5      | 6       | 142.006    | 11      | 18     | 182    | 0        | Accelerador |
| 1958   | 16     | 3       | 145.513    | 3       | 6      | 200    | 0        | Va acabar   |
| Totals | Totals | Totals  | Totals     | Totals  | Totals | 976    | 0        |             |

| Curses       | 6 |
| Poles        | 0 |
| Voltes líder | 0 |
| Victòries    | 0 |
| Top 5        | 0 |
| Top 10       | 3 |
| Retirades    | 2 |

## A la F1
El Gran Premi d'Indianapolis 500 va formar part del calendari del campionat del món de la Fórmula 1 entre les temporades 1950 a la 1960.
Els pilots que competien a la Indy durant aquests anys també eren comptabilitats pel campionat de la F1.
Jimmy Reece va participar en 6 curses de F1, debutant al Gran Premi d'Indianapolis 500 del 1952.

### Palmarès a la F1
- Participacions: 6
- Poles: 0
- Voltes Ràpides: 0
- Victòries: 0
- Pòdiums: 0
- Punts vàlids per la F1: 0